# 石橋正好
石橋 正好（いしばし まさよし、1961年3月27日 - ）は、日本の実業家。朝日不動産代表取締役社長。富山県賃貸住宅経営者協会会長。全国賃貸管理ビジネス協会理事。

## 人物・経歴
富山県新湊市（現射水市）港町で水産加工会社の次男として生まれる。富山県立高岡高等学校、金沢大学工学部を卒業後、金沢に本拠地を置くアパグループに入社。総務部、建設部、営業部を経験。アパでのモーレツ社員としての体験はその後の石橋に大きな影響を与えた。その後、父親の経営する賃貸業に特化する朝日不動産に入社。自らの投資経験に基づ基づいた不動産投資ノウハウ本の執筆やセミナーの実施、テレビ・ラジオ出演がある。地方都市ではキャピタルゲインが期待できないため、フロー（インカムゲイン）を主体とした投資を推奨し、具体的には「二刀流投資」を唱え、「地方でキャッシュを蓄え、値上がりが期待できる都心に投資する」というモデルを提案している。
マンション管理士、宅地建物取引主任者、愛玩動物飼養管理士、二級建築士、CPM（米国認定不動産経営管理士、北陸初）、AFP（二級ファイナンシャルプランナー）、レジデンシャルセキュリティーアドバイザー、損害保険普通資格、上級相続支援コンサルタントなど多様な資格を保有し、米国不動産経営管理士に与えられるミドルネームである「ミッキー」での活動も知られ、著書があるほかオーナー向けセミナー「ミッキー塾」を開催する。
多店舗展開を行っているため、全社員の一体感を生む目的で「テレビ朝礼」を導入。電波時計を使い、8時45分00秒ちょうどに全店舗一斉に朝礼を開始する。
オーナー向けに入居希望者の決め手となる項目を数値化し、賃貸住宅としての価値を評価できる「スコアリングシート」を発案するなどしたほか、社内では月3回の定時退社に徹底を促す「ハッピータイム」に取り組み、2018年には1月には限られた人員でも顧客の条件に合った最適な物件情報の提案を目指した人工知能ソフトを導入した。

## 書籍
- 石橋正好（ミッキー）著『初めての不動産投資 成功方程式 「富山×東京」二刀流投資』 ISBN 9784344914001[14]
- 石橋正好（ミッキー）著『ミッキー流 満室！賃貸住宅経営』（幻冬舎、2021年1月26日発行）ISBN 9784344930964[15]

## マスメディア

### テレビ
- 2010年8月10日 - 開運!なんでも鑑定団（テレビ東京、TXN）[6]

### ラジオ
- 2019年より、毎週月曜日AM9：30　KNBラジオ「ミッキーの知って得する不動産」[5]